# Stanisław Michel

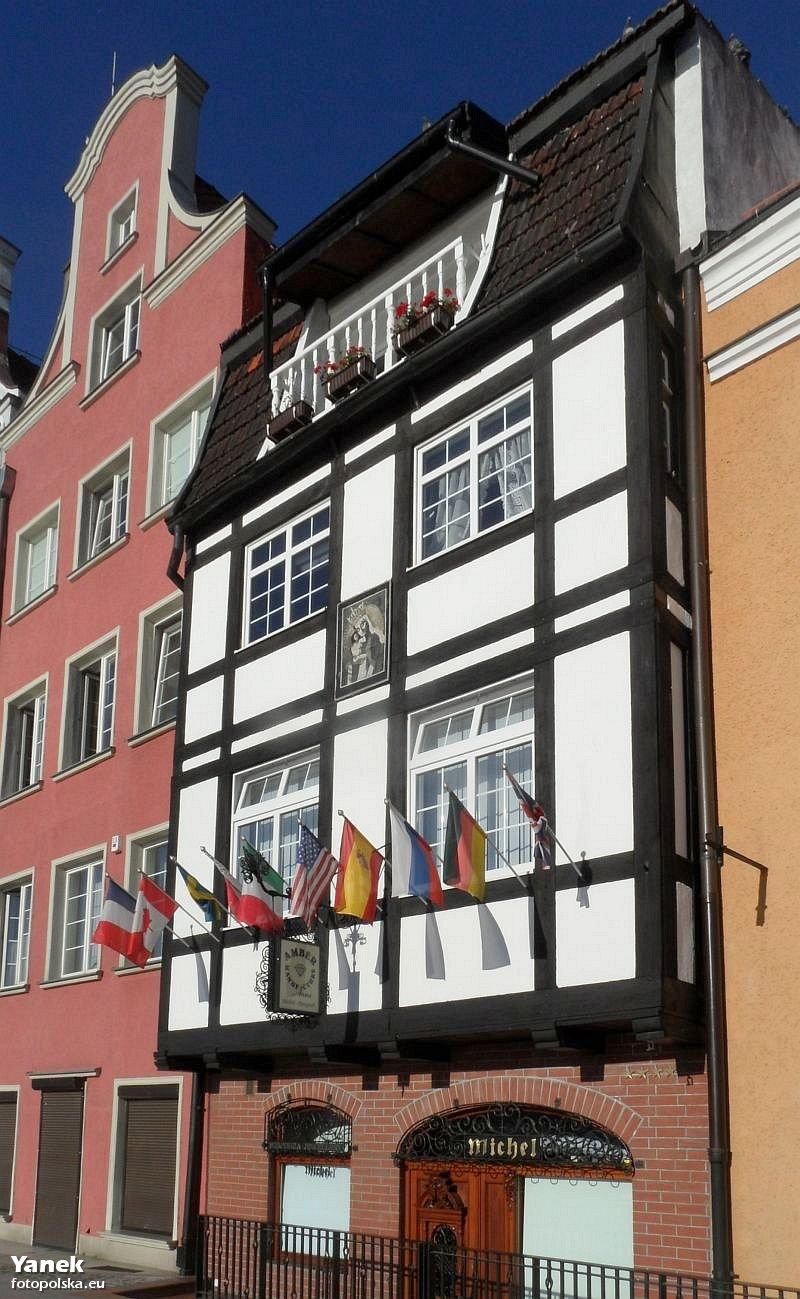
Kamieniczka przy Długim Pobrzeżu 4, miejsce zamieszkania Michela i siedziba jego pracowni

Stanisław Michel (ur. 2 stycznia 1927 w Samborze, zm. 1 lipca 2020 w Gdańsku) – polski architekt przez całe życie związany z Gdańskiem, autor projektu budowy lub odbudowy przeszło stu kamienic w obrębie Głównego Miasta, a także obowiązującej przez kilkadziesiąt lat koncepcji zagospodarowania przestrzennego gdańskiego Śródmieścia. Przez wiele lat związany z biurem Miastoprojekt, w XXI wieku członek zespołu architektów Zapa-Architekci.

## Życiorys
W czasie II wojny światowej kończył edukację w jawnym technikum w Lublinie, działał także w Szarych Szeregach. Po przejściu frontu pozostał w konspiracji: gromadził broń i uczestniczył w akcjach zbrojnych. Gdy kierownictwo jego organizacji rozkazało mu rozpędzić chłopów zebranych w Wólce Lubartowskiej na wiecu z okazji parcelacji ziemi, 18-letni Michel porzucił szeregi i uciekł do Gdańska. Do miasta przybył z Lublina przez Warszawę w czerwcu 1945. 
Wstąpił na Wydział Architektury Politechniki Gdańskiej, gdzie jego profesorami byli m.in. Jan Kilarski prowadzący zajęcia z wyglądu dawnego Gdańska, po wojnie znajdującego się w stanie ruiny oraz Jan Borowski i Władysław Lam. Studia ukończył w 1951. Po ukończeniu studiów włączył się w ruch odbudowy Gdańska ze zniszczeń wojennych i wkrótce został jednym z naczelnych projektantów w Miastoprojekcie. Jego projekty wpisywały się w nurt „rekonstrukcji kreatywnej”, to jest nie odtwarzały kamienic w ich przedwojennej formie, a w wersji zidealizowanej. Stworzył projekty budowy i odbudowy 104 kamienic, w tym około 90 w obrębie gdańskiego Głównego Miasta. Wśród nich m.in. koncepcję odbudowy i dostosowania do celów muzealnych Domu Uphagena, projekty trzech kamienic przy ulicy Mariackiej, a także projekty m.in. hali targowej przy Targu Siennym, gospody pod Wielkim Młynem i Domu Młynarza. W tym okresie stworzył także plan zagospodarowania gdańskiego Głównego Miasta i Śródmieścia (Plan Szczegółowy Zagospodarowania Śródmieścia Gdańska), który obowiązywał przez kilkadziesiąt lat. 
Początkowo uczestniczył w wyburzaniu pozostałości architektury XIX-wiecznej jako reliktów pruskiego panowania nad Gdańskiem. W latach 80. i 90. powrócił w swoich projektach do form historyzujących, a powojenne wyburzenia zachowanych budynków ze względu na ich konotacje nazwał największym błędem w dziejach sztuki. Do jego projektów historycyzujących należy m.in. 12 kamienic w kompleksie „Stągiewna” na Wyspie Spichrzów oraz siedziba gdańskiego oddziału Narodowego Funduszu Zdrowia przy Podwalu Staromiejskim. 
Stworzył także wiele projektów modernistycznych, m.in. budynek Domu Rzemiosła, siedziby Rolniczej Kasy Ubezpieczeniowej, pawilon handlowy przy Kartuskiej, wieżowiec Olimp, dom kultury na Oruni, czy kompleks biurowy Artus Park. Zaprojektował także 12-budynkowe osiedle punktowców w Gdańsku-Oruni i dziesięć budynków mieszkalnych na Osiedlu Społecznym w Gdańsku. Brał również udział w tworzeniu ogólnego planu zagospodarowania miasta Rumi. Przez pewien czas pełnił również funkcję przewodniczącego komisji ładu przestrzennego przy Radzie Dzielnicy Śródmieście. 
Należał do założycieli zarejestrowanego w 1982 Zespołu Autorskich Pracowni Architektonicznych.
W 2012 w galerii GTPS „Punkt” odbyła się wystawa prac malarskich i architektonicznych Michela.
Pochowany na cmentarzu Srebrzysko w Gdańsku (rejon V, taras VIII-7-8/9).

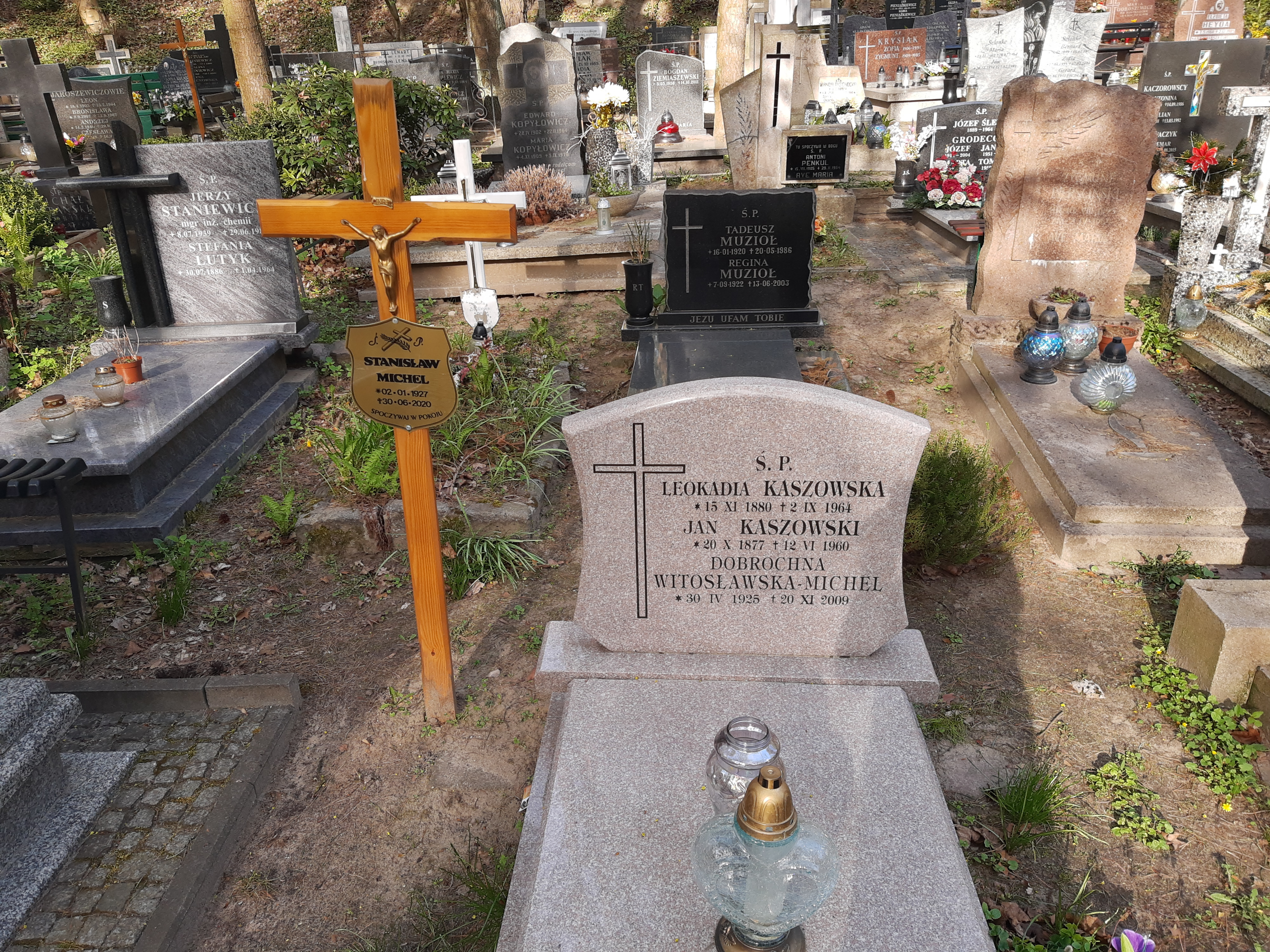
Grób Stanisława Michela na Cmentarzu Srebrzysko